# Fernando Platas
Fernando Fabricio Platas Álvarez (Città del Messico, 16 marzo 1973) è un tuffatore messicano.
Ha rappresentato il Messico a quattro edizioni dei Giochi olimpici estivi: Barcellona 1992, Atlanta 1996, Sydney 2000 e Atene 2004, vincendo la medaglia d'argento nel concorso dei tuffi dal trampolino 3 metri nell'edizione di Sydney.

## Palmarès
- Giochi olimpici

Sydney 2000: argento nel trampolino 3 m;
- Mondiali di nuoto

Fukuoka 2001: argento nella piattaforma 10 m sincro; argento nel trampolino 3 m sincro;
- Giochi panamericani:

Mar del Palta 1995: oro nel trampolino 3 m; oro nella piattaforma 10 m; argento nel trampolino 1 m;
Winnipeg 1999: oro nella piattaforma 10 m; argento nel trampolino 3 m;
Santo Domingo 2003: argento nel trampolino 3 m; argento dalla piattaforma 10 m sincro;
- Universiadi

Fukuoka: oro nel trampolino 3 m;
- Vincitore della Coppa del Mondo del trampolino 3 m nel 1999